# 그림자꽃
그림자꽃(Shadow Flowers)은 한국에서 제작된 이승준 감독의 2019년 다큐멘터리 영화이다. 10년간 대한민국에 갇혀있는 평양시민 김련희의 이야기를 다룬 작품이다.